# Сарагожа

Бассейн Рыбинского водохранилища и Белого озера

Сараго́жа — река в Лесном районе Тверской области на северо-западе европейской части Российской Федерации, левый приток Мологи (бассейн Волги). Длина — 53 км. Площадь бассейна — 918 км².
Крупнейшие притоки — Обретинка (левый), Железинка (правый).
Сарагожа вытекает из озера Павловское в Лесном районе Тверской области. Исток расположен в 15 километрах от райцентра — села Лесное рядом с автомобильной дорогой Максатиха — Лесное — Пестово.
Протекает река по лесной, малонаселённой местности. Крупные населённые пункты — село Сорогожское и посёлок Медведково.
Русло извилистое, с большим количеством топляка, течение быстрое, ширина реки на всем протяжении составляет 20—30 метров.
Нижнее течение Сарагожи богато рыбой и популярно в качестве места для рыбалки.
Сарагожа впадает в Мологу около деревни Мордасы (Тверская область) (Лесной район Тверской области).